# Rodenticida
Un rodenticida è un pesticida usato per uccidere o eliminare, controllare, prevenire, respingere o attenuare la presenza o l'azione di roditori, in qualsiasi forma.
All'interno dei rodenticidi si possono enumerare i seguenti:
1. Inibitori della vitamina K; sono sostanze anticoagulanti, che prevengono la sintesi dei fattori della coagulazione nel fegato, causando emorragie interne.
2. Tallio; rodenticida meno usato. Il suo meccanismo d'azione non è ben noto, ma in ogni caso produce una tossicità grave a livello cellulare.
3. Fosfuro di zinco; sostanza che a contatto con la mucosa gastrica rilascia quantità di gas fosfina altamente tossico, che colpisce cervello, reni, cuore e fegato.

Esempi di rodenticidi sono il bromadiolone, che agisce come anticoagulante, o il cloralosio.